# اهل الرمل
اهل الرمل (به فرانسوی: Ahl Ramel) یک منطقهٔ مسکونی در مراکش است که در سوس ماسه درعه واقع شده‌است.

## خصوصیات
اهل الرمل ۸٬۲۸۶ نفر جمعیت دارد.